# Linha 14 do Trem Metropolitano de São Paulo
A Linha 14 do Trem Metropolitano de São Paulo, também conhecida como Linha 14-Ônix ou Arco-Leste, é um projeto de linha de veículo leve sobre trilhos (VLT) que fará uma ligação entre as cidades de Guarulhos e Santo André, passando pela Zona Leste de São Paulo. O ramal é caracterizado como uma linha de ligação perimetral, circundando o centro urbano e conectanto-se a outras linhas férreas existentes e futuras e às zonas periféricas da Região Metropolitana de São Paulo.

## História

### Primeiro Trecho Proposto
O projeto da Linha 14-Ônix é antigo e já passou por diversas alterações. Surgindo a partir da mesma ideia que deu origem à Linha 13-Jade, o conceito da linha surgiu em 2010 a partir de uma antiga ideia de ligar o Aeroporto Internacional de Guarulhos ao centro de São Paulo. O projeto contemplava uma ligação entre o aeroporto e a Estação da Luz, e seria chamado de Linha 14-Ônix. Essa proposta foi cancelada pelo governador do Estado de São Paulo na época, Geraldo Alckimin, e deu lugar à Linha 13-Ônix que, posteriormente, foi renomeada para Linha 13-Jade, que foi concluída em 2018, e que atende a esse trecho pelo serviço Expresso Aeroporto, que é integrado à mesma.

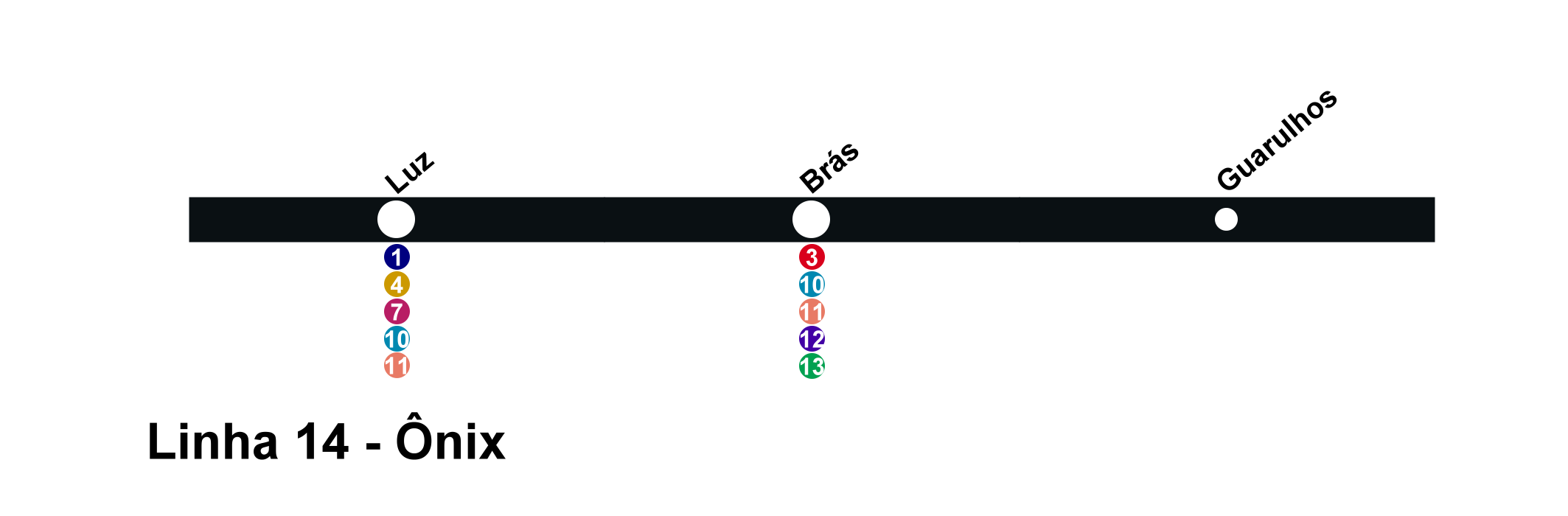
Diagrama das estações da proposta de 2010.

### Segundo Trecho Proposto
Três anos depois dessa proposta, em 2013, um novo projeto foi apresentado com uma nova ligação entre Guarulhos e o ABC Paulista, muito mais próximo do projeto atual. Esse trecho contemplava uma ligação entre as possíveis estações João Paulo (nas proximidades da Avenida Papa João Paulo I, em Guarulhos) e Pirelli (onde se localizava a antiga Parada Pirelli). Era idealizado um projeto de monotrilho ligando as duas cidades e passando pela zona leste da cidade de São Paulo, mas que, por falta de prosseguimento em estudos mais aprofundados, se perdeu no tempo.

### Terceiro Trecho Proposto
Em 2018, cinco anos após a segunda proposta, uma nova e terceira proposta surgiu, muito mais sólida do que a anterior, elencando um trecho de 28 estações também entre Guarulhos e o ABC Paulista, mas dessa vez contido entre as estações Guarulhos-Cecap e ABC (também localizada na antiga Parada Pirelli) que seria atendido por VLTs.

### Proposta Atual
Após mais 4 anos desde a última atualização do projeto, em abril de 2022, o governador Tarcísio de Freitas autorizou a retomada dos estudos da Linha 14-Ônix como parte do início do programa São Paulo sobre Trilhos. Os primeiros efeitos da retomada dos estudos foram observados em setembro de 2022, quando uma nova proposta foi exibida durante a 28ª Semana de Tecnologia Ferroviária pela Secretaria dos Transportes Metropolitanos, compreendendo o trecho atual do projeto entre as estações Bonsucesso, em Guarulhos, e Jardim Irene, em Santo André, com leves diferenças no projeto e sem especificação do tipo de material rodante. Essa versão do projeto contava com 22 estações e cerca de 39 quilômetros de extensão. Esta proposta teve seu projeto funcional contratado em 2023 sendo decidido no mesmo ano que a linha seria concedida à iniciativa privada junto às outras linhas da CPTM. A Linha 14-Ônix seria concedida junto à Linha 10-Turquesa em lote à futura possível concessionária no ano de 2025, para que as obras se iniciassem em 2026. O projeto seria elaborado até o lançamento do edital de concessão e o leilão por meio da Secretaria de Parcerias em Investimentos (SPI). Após alguns meses de relativo "silêncio" com as elaborações dos estudos e editais em andamento, o trecho recebeu uma estação a mais (Estádio) e decidiu-se que a linha seria, de fato, uma linha de VLT devido à sua nova baixa demanda, calculada em cerca de 225 mil passageiros por dia, estimativa que entrou em conflito com a dos estudos de demanda anteriores conduzidos pela STM, que previam que a linha teria uma demanda de cerca de 700 mil passageiros por dia. Tais decisões sobre o modal do ramal foram questionadas de maneira polêmica nas audiências públicas conduzidas em fevereito de 2025.

#### Extensão para São Bernardo do Campo
Esta última proposta possui também uma segunda alternativa de traçado na região do ABC Paulista, que foi contemplada no Plano Integrado de Transportes Urbanos (PITU) 2040, também da STM, que considerava uma diferente extensão da linha que, ao invés de terminar em Santo André, trocaria as últimas 5 estações do ramal no trecho em Santo André por 3 outras estações, finalizando o traçado em São Bernardo do Campo. Tal alternativa não foi citada por outros órgãos do governo e não consta no edital de concessão. 

#### Conexão com a Linha 20-Rosa
De acordo com o prefeito do município de Santo André, Gilvan Júnior, em uma publicação em seu perfil oficial em uma de suas redes sociais, a Linha 20-Rosa será extendida além do seu projeto atual para contemplar também a estação ABC, criando uma possibilidade de conexão entre as linhas 10-Turquesa, 14-Ônix e 20-Rosa.

## Prazos, Obras, Infraestrutura e Estações
De acordo com as informações divulgadas pela SPI, a Linha 14-Ônix será concedida no segundo semestre de 2025 juntamente à Linha 10-Turquesa para que as obras se iniciem em 2026 com fim planejado para 2045. A linha será construída em 4 lotes/fases, sendo eles e as estações que compreendem os seguintes:
| Lote | Estação                               | Tipo          | Cidade      | Integrações        | Abertura Planejada |
| ---- | ------------------------------------- | ------------- | ----------- | ------------------ | ------------------ |
| 3    | Bonsucesso                            | Elevada       | Guarulhos   | Jade               | 2040               |
| 3    | Pimentas                              | Elevada       | Guarulhos   |                    | 2040               |
| 3    | Sacramento                            | Subterrânea   | Guarulhos   |                    | 2040               |
| 1    | Hospital Jardim Helena                | Subterrânea   | São Paulo   |                    | 2030               |
| 1    | São Miguel Paulista                   | Em superfície | São Paulo   | Safira             | 2030               |
| 1    | Vila Jacuí                            | Elevada       | São Paulo   |                    | 2030               |
| 1    | Imperador                             | Elevada       | São Paulo   |                    | 2030               |
| 1    | Cidade A.E. Carvalho                  | Subterrânea   | São Paulo   |                    | 2030               |
| 1    | Corinthians-Itaquera                  | Elevada       | São Paulo   | Vermelha e Coral   | 2030               |
| 1    | Hospital Santa Marcelina              | Subterrânea   | São Paulo   | Violeta (projeto)  | 2030               |
| 1    | Parque do Carmo                       | Subterrânea   | São Paulo   |                    | 2030               |
| 1    | Rio das Pedras-Aricanduva             | Elevada       | São Paulo   |                    | 2030               |
| 2    | Jardim Itápolis                       | Elevada       | São Paulo   |                    | 2035               |
| 2    | Sapopemba                             | Em superfície | São Paulo   | Prata              | 2035               |
| 2    | Parque Oratório-Nevada                | Elevada       | Santo André |                    | 2035               |
| 2    | Hospital da Mulher-Cidade dos Meninos | Elevada       | Santo André |                    | 2035               |
| 2    | Jardim Sorocaba                       | Subterrânea   | Santo André |                    | 2035               |
| 2    | ABC                                   | Elevada       | Santo André | Turquesa e 20-Rosa | 2035               |
| 4    | Estádio                               | Elevada       | Santo André |                    | 2045 (contingente) |
| 4    | Miguel Couto                          | Em superfície | Santo André |                    | 2045 (contingente) |
| 4    | Macedo Soares                         | Em superfície | Santo André |                    | 2045 (contingente) |
| 4    | Vila Luzita                           | Em superfície | Santo André |                    | 2045 (contingente) |
| 4    | Jardim Irene                          | Em superfície | Santo André |                    | 2045 (contingente) |

A linha terá um custo total de cerca de R$13,1 bilhões. Esse alto valor para uma linha de VLT deve-se à extensão da linha e devido às mudanças que serão feitas em seu entorno, como escavação de túneis, desapropriações, ampliação de avenidas, estações e construção da via aérea em áreas de alta densidade populacional e com grandes diferenças topográficas, como entre as estações Sacramento e Hospital Jardim Helena.

### Por que VLT?
Durante a primeira audiência pública, que ocorreu no dia 12 de fevereiro de 2025, em resposta aos questionamentos levantados sobre a escolha do modal de transporte para a linha, o diretor de assuntos corporativos da SPI, Augusto Almudin, levantou diferentes valores que a linha teria no caso da adoção de diferentes equipamentos de transporte, com valores variando de R$18 bilhões a R$ 26 bilhões no caso da operação por meio de trens suburbanos convencionais, como os presentes nas outras linhas de trem metropolitanas em São Paulo. Esses valores, de acordo com o mesmo, juntamente à nova baixa demanda calculada para a linha, teriam sido o motivo de escolher o VLT como tipo de transporte para essa linha que, de acordo com um dos que questionaram o motivo durante a entrevista, seria uma estranha em meio às outras linhas do sistema na metrópole.

### Pátios e Armazéns
De acordo com os documentos divulgados, a Linha 14-Ônix contará com 4 pátios, sendo 2 deles para estacionamento de composições e os outros 2 como pátios de manutenção. Serão eles:
| Pátio               | Localização                                                                            | Função                                      |
| ------------------- | -------------------------------------------------------------------------------------- | ------------------------------------------- |
| Pátio Bonsucesso    | Após a estação terminal Bonsucesso.                                                    | Estacionamento de composições.              |
| Pátio Jardim Helena | Após a estação Hospital Jardim Helena, na Cidade Nitro-Química, em São Miguel Paulista | Armazenamento e manutenção das composições. |
| Pátio ABC           | Nas proximidades da estação ABC, em Santo André                                        | Armazenamento e manutenção das composições. |
| Pátio Jardim Irene  | Após a estação terminal Jardim Irene.                                                  | Estacionamento de composições.              |

## Operação e Material Rodante
A linha contará com uma frota crescente de composições que acrescentará os veículos de acordo com a conclusão de cada lote de estações, chegando a uma frota final de 46 veículos. Com a conclusão do primeiro lote, o ramal contará com 21 unidades; após a conslusão do segundo lote, contará com 35 unidades; com o terceiro lote, 41 unidades, e com o quarto lote (contingente), 46 unidades.
Cada unidade de VLT ainda será adquirida, contudo, o comprimento máximo de cada composição será de 45 metros, cada uma terá uma capacidade média de 440 passageiros. O intervalo médio de chegada dos veículos às estações será de 5 minutos, com cada um podendo chegar a uma velocidade máxima de 80 km/h. Com estas características, o tempo de viagem de uma ponta a outra na linha (em sua extensão máxima com todos os lotes) será de cerca de 1h30min.